# 2. Sibirisches Armeekorps (Russisches Kaiserreich)
Das 2. Sibirische Armeekorps war ein Großverband des Kaiserlich Russischen Heeres. Es wurde 1900 aufgestellt und 1918 aufgelöst.

## Geschichte
Im Jahr 1900 wurde das 2. Sibirische Armeekorps unter dem Befehl von Generalleutnant Baron von Kaulbars im Irkutsker Militärbezirk aufgestellt.
Während des Russisch-Japanischen Krieges nahm es an den Schlachten von Hsimucheng, Liaoyang und Mukden teil.
Das Armeekorps nahm am Ersten Weltkrieg teil und wurde 1918 aufgelöst.

## Gliederung

### 1900
- 1. Sibirische Infanterie-Division (Generalleutnant Morosow)
  - 1. Brigade
    - 1. Infanterie-Regiment (3 Bataillone)
    - 2. Infanterie-Regiment (3 Bataillone)

  - 2. Brigade
    - 3. Infanterie-Regiment (3 Bataillone)
    - 4. Infanterie-Regiment (3 Bataillone)

  - 1. Sibirische Artillerie-Brigade
    - 4 Feldartillerie-Batterien (jeweils 6 Geschütze)
- 5. Ostsibirische Schützen-Division (Generalmajor Alexejew)
  - 1. Brigade (Generalmajor Okulitsch)
    - 17. Infanterie-Regiment (3 Bataillone)
    - 18. Infanterie-Regiment (3 Bataillone)

  - 2. Brigade (Generalmajor Pulitow)
    - 19. Infanterie-Regiment (3 Bataillone)
    - 20. Infanterie-Regiment (3 Bataillone)
- 1 Maschinengewehr-Kompanie
- 3. Ostsibirisches Pionier-Bataillon

### 1914
- 4. Sibirische Infanterie-Division
- 5. Sibirische Infanterie-Division
- Transbaikal Kosaken-Brigade
- 2. Sibirisches Artillerie-Bataillon
- 1. Sibirisches schweres Artillerie-Bataillon
- 2. Sibirisches Ponton-Bataillon

## Oberbefehlshaber
|     | Name                                               | Von          | Bis           |
| --- | -------------------------------------------------- | ------------ | ------------- |
| 1.  | Generalleutnant Baron von Kaulbars                 | Juli 1900    | April 1901    |
| 2.  | Generalleutnant Georgi Karlowitsch von Stackelberg | April 1901   | November 1902 |
| 3.  | Generalleutnant Michail Iwanowitsch Sassulitsch    | Juli 1903    | 1906          |
| 4.  | Generalleutnant Wladimir Wassiljewitsch Smirnow    | Juni 1906    | Juli 1908     |
| 5.  | Generalleutnant Eris Chan Sultan Girei Alijew      | August 1908  | Februar 1914  |
| 6.  | Generalleutnant Arkadi Walentinowitsch Sytschewski | Februar 1914 | Mai 1915      |
| 7.  | Generalleutnant Nikolai Jakowlewitsch Lissowski    | Mai 1915     | Juni 1915     |
| 8.  | General der Infanterie Radko Dimitriew             | Juni 1915    | Oktober 1915  |
| 9.  | Generalleutnant Iwan Konstantinowitsch Gandurin    | Oktober 1915 | März 1917     |
| 10. | Generalleutnant Nikolai Semjonowitsch Trikowski    | April 1917   | Juli 1917     |
| 11. | Generalleutnant Wassili Fjodorowitsch Nowizki      | Juli 1917    | 1918          |